# Saccharomyces cerevisiae
Saccharomyces cerevisiae được biết đến là một loài nấm men được biết đến nhiều nhất có trong bánh mì nên thường gọi là men bánh mì là một loại vi sinh vật thuộc chi Saccharomyces lớp Ascomycetes ngành nấm. Loài này có thể xem là loài nấm hữu dụng nhất trong đời sống con người từ hàng ngàn năm trước đến nay. Nó được dùng rộng rãi trong quá trình lên men làm bánh mì, rượu, và bia.
Saccharomyces cerevisiae là một trong những loài sinh vật nhân chuẩn được khoa học dùng nhiều nhất, cùng với E.coli là hai loài sinh vật mô hình phổ biến nhất.

## Đặc điểm hình thái
Tế bào nấm men Saccharomyces cerevisiae có dạng hình cầu hay hình trứng, có kích thuớc nhỏ, từ 5-6 đến 10-14 µm, sinh sản bằng cách tạo chồi và tạo bào tử. Nguồn dinh dưỡng chủ yếu của chúng là sử dụng đường glucose, galactose, saccharose, maltose như nguồn cacbon, chúng sử dụng amino acid và muối amon như nguồn nitơ.

## Lịch sử hình thành
Con người hiểu biết về nấm men Saccharomyces cerevisiae và những tính chất của nó mới được hơn 150 năm. Đến đầu thế kỉ 19, nấm men bia, nấm men thải từ nhà máy rượu bia đã được con người tái sử dụng để làm men sản xuất bánh mì. Cuối thế kỉ 19, nhiều cải tiến kỹ thuật như hệ thống thông khí (nước Anh), kỹ thuật li tâm để tách nấm men ra khỏi môi trường tăng trưởng (Mỹ) đã được dùng để sản xuất men bánh mì.

## Sản xuất công nghiệp
Nấm men Saccharomyces cerevisiae dùng trong công nghiệp sản xuất thường có tế bào lớn, có dạng hình cầu hay hình trứng, đường kính ít nhất 7–11 mm. Hoạt tính chủ yếu là maltase, có hoạt lực làm dậy bột. Thường 100% bền vững với rỉ đường. Khả năng tích lũy sinh khối nấm men là 0,2/giờ.
Điều kiện môi trường ảnh hưởng khá lớn tới tốc độ tăng sinh khối của nấm men. Chúng phát triển tốt ở nhiệt độ 28-30 °C. Độ pH tối ưu của môi trường là 4,5 – 5,5. Ngoài ra ảnh hưởng của các hợp chất hóa học như rỉ đường, amonium sunphat, DAP, MgSO4, axit sunfuric là rất lớn. Nồng độ mật rỉ đường tác động đến sự hấp thụ các chất dinh dưỡng. Ảnh hưởng của cường độ không khí và khuấy trộn cũng tác động lớn lên tốc độ tăng trưởng của nấm men.

### Nguyên liệu sản xuất nấm men bánh mì
Nguyên liệu sản xuất nấm men thường rất đa dạng mà hầu hết là các phụ phẩm từ các ngành công nghiệp chế biến khác. Mật rỉ đường (được dùng làm cơ chất cho nhiều dạng lên men) chứa nhiều saccharose, chất khoáng, hợp chất hữu cơ, vitamin. Đường mía thường sử dụng hơn đường củ cải vì đáp ứng được nhu cầu Biotin của nấm men. Ngoài ra còn chứa nhiều chất vô cơ khác như calci, sunfurơ.

### Nuôi nấm men bánh mì
Ở nước ngoài, để sản xuất men thương phẩm, thường dùng men mẹ lớn, bảo quản dưới dạng men sữa, có hàm lượng từ 300-700g/l. Giai đoạn nuôi men mẹ thường tiến hành trong điều kiện vô trùng, hệ thống nuôi nấm men kín, nguyên liệu được khử trùng hoặc triệt để trong nồi hấp áp suất hoặc ở 100 °C trong 60 phút. Chẳng hạn ở Anh, Hunggari, Tiệp Khắc người ta nuôi nấm men mẹ trong phòng thí nghiệm gồm 3 giai đoạn. Ở Thụy Điển, Liên Xô là 4 giai đoạn. Ở Ý là 5 giai đoạn và 1 giai đoạn cuối sản xuất men mẹ trong phân xưởng giống sạch. Thời gian sản xuất thay đổi từ 3-6 ngày. Trong quy trình sản xuất men mẹ, ở các nước này thường dùng môi trường tổng hợp, nhất là các giai đoạn trong phòng thí nghiệm như dùng các loài nước mạch nha, cà chua, cà rốt, dịch tự phân của nấm men, đường glucose, maltose làm nguồn cacbon và nitơ, vitamin cho nấm men. Giai đoạn sản xuất men mẹ trong phân xưởng giống sạch tuy không vô trùng triệt để, nhưng nguyên liệu, nước đều được hoặc khử trùng ở 100 °C trong 60 phút hoặc được xử lý hypocloric.
Ở nước ta, hầu như chỉ có giai đoạn giống gốc, được thực hiện trong phòng thí nghiệm, các giai đoạn nhân giống tiếp theo đều thực hiện trong điệu kiện vô trùng tương đối, hệ thống nuôi men từ giai đoạn 4 trở đi là hệ thống hở, và môi trường sử dụng thường không được giàu như các quy trình trên.